# Гіль Павло Євстахійович
Павло Євстахійович Гіль (нар. 13 грудня 1937, село Олеськ, тепер Любомльського району Волинської області — 21 жовтня 2005, місто Кривий Ріг Дніпропетровської області) — український радянський діяч, машиніст екскаватора Криворізького Центрального гірничозбагачувального комбінату Дніпропетровської області. Герой Соціалістичної Праці (2.03.1981). Депутат Верховної Ради СРСР 10—11-го скликань.

## Біографія
Народився в селянській родині. Освіта середня.
У 1954—1956 роках — робітник (люковий) шахти № 5 рудоуправління імені Фрунзе.
У 1956—1957 роках — учень П'ятихатського училища механізації сільського господарства Дніпропетровської області.
У 1957—1958 роках — тракторист Урумкайської машинно-тракторної станції (МТС) Щучинського району Кокчетавської області Казахської РСР. 
У 1958—1961 роках — бульдозерист, помічник машиніста екскаватора Криворізького Центрального гірничозбагачувального комбінату Дніпропетровської області.
З 1961 року — машиніст екскаватора, бригадир комплексної бригади Криворізького Центрального гірничозбагачувального комбінату імені 50-річчя Радянської України Дніпропетровської області.
У 1961 році встановив свій перший рекорд — відвантажив понад мільйон кубометрів гірничої маси в рік. Новатор виробництва, завдяки йому тривалість циклу екскавації доведена до 21-23 секунд замість 32 раніше. Одним із перших в Кривбасі впровадив бригадний підряд. Був ініціатором руху екскаваторників — двічі «мільйонерів». Виробничі плани виконував на 140 %. У 1975—1990 роках бригада Павла Гіля встановила два світових і п'ять всесоюзних рекордів.
Член КПРС з 1969 року.
Потім — на пенсії у місті Кривому Розі Дніпропетровської області. Похований на Центральному цвинтарі Кривого Рогу.

## Нагороди
- Герой Соціалістичної Праці (2.03.1981)
- два ордени Леніна (19.02.1974, 2.03.1981)
- орден Трудового Червоного Прапора (30.03.1971)
- медалі
- Лауреат Державної премії Української РСР (1976)
- Лауреат Державної премії СРСР (1987)
- Знак «Шахтарська слава» III ст.
- Знак «За заслуги перед містом» (Кривий Ріг) III ст.